# Сорма (деревня)
Сорма  — деревня в Сысольском районе Республики Коми в составе сельского поселения  Куратово. 

## География
Расположена на расстоянии менее 1 км от центра поселения села Куратово на юго-запад.  

## История
Известна с 1586 года. В переводе с коми означает «роща».

## Население
Постоянное население  составляло 3 человека (коми 100%) в 2002 году, 4 в 2010 .